# Anatoliy Solovyanenko
Anatoliy Solovyanenko (Oekraïens: Анатолій Борисович Солов'яненко) (Stalino, 25 september 1932 - Kozin, 29 juli 1999) was een Oekraïense operazanger.
Anatoliy Solovyanenko studeerde aan het conservatorium van Kiev (1973—1978) en aan de Scala van Milaan. Vanaf 1965 was hij soliste in de opera van Kiev. Sinds 1980 gaf hij ook les aan het conservatorium van Kiev. Anatoliy Solovyanenko werd uitgeroepen tot "held van Oekraïne".
In de operawereld werd hij bekend door zijn rollen als Hertog van Mantua (Rigoletto, Giuseppe Verdi), Faust (Faust, Charles Gounod), Nadir (Les pêcheurs de perles, Georges Bizet), Alfredo (La traviata, Giuseppe Verdi).